# جو كيلي (سياسي)
جو كيلي (بالإنجليزية: Joe Kelly)‏ هو سياسي أسترالي، ولد في 16 أبريل 1905، وتوفي في 7 ديسمبر 1995. حزبياً، نشط في حزب العمال الأسترالي. وقد انتخب عضو الجمعية التشريعية نيو ساوث ويلز.